# Streit um den Victoriaaltar

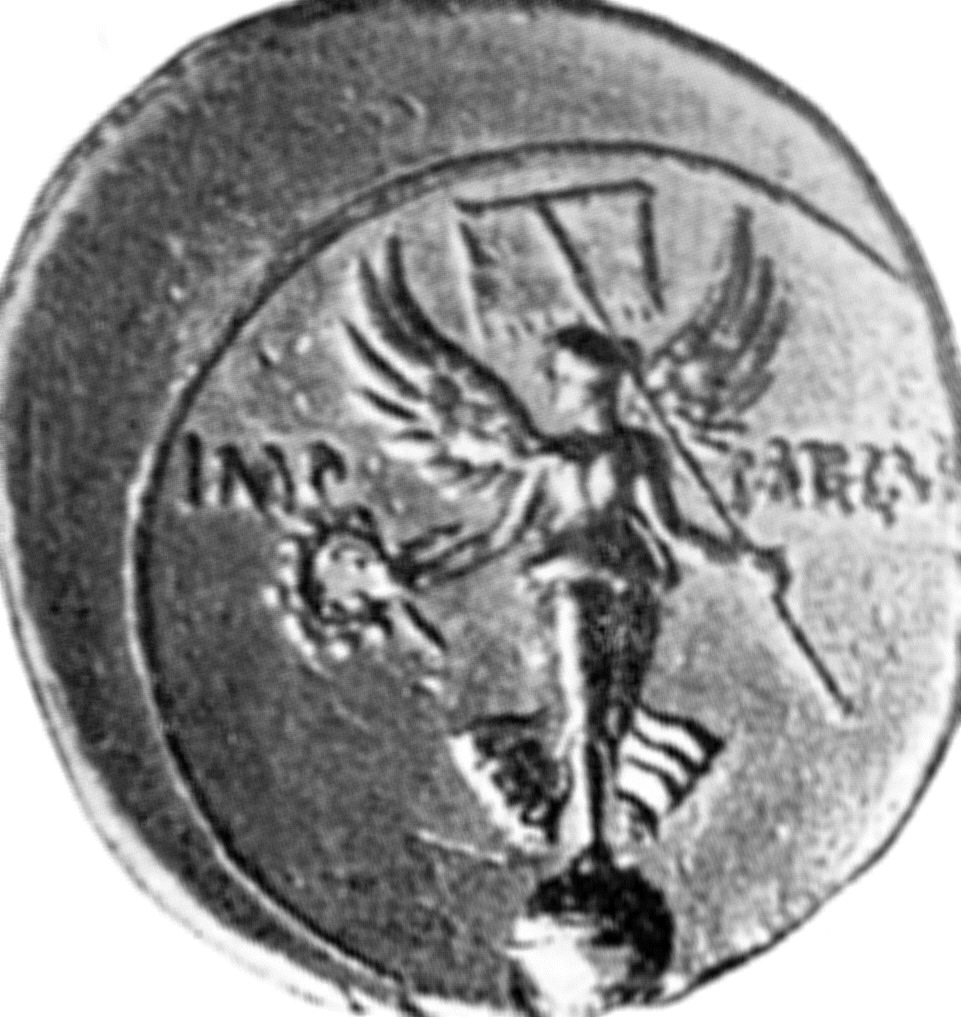
Zur Erinnerung an den Sieg bei Actium ließ Augustus eine Münze mit dem Bild der Victoriastatue prägen, wie sie auf dem Altar zu sehen war.

Der Streit um den Victoriaaltar im 4. Jahrhundert n. Chr. war ein letzter Höhepunkt in der politischen und geistigen Auseinandersetzung zwischen den Anhängern des traditionellen römischen Staatskults und Vertretern des Christentums, das bald darauf zur Staatsreligion des Römischen Reiches werden sollte.
Die Debatte drehte sich vordergründig darum, ob der Altar der Siegesgöttin Victoria aus der Curia Iulia, dem Sitzungsgebäude des Senats von Rom, entfernt werden sollte oder nicht. Darüber hinaus aber berührte sie auch Fragen der wechselseitigen Toleranz und brachte die grundsätzlichen Unterschiede zwischen den beiden Religionen zum Ausdruck. Der Streit begann 357 mit der erstmaligen und endete 384 oder 394 mit der endgültigen Entfernung des Altars. Seine wichtigsten Protagonisten waren Quintus Aurelius Symmachus, der heidnische Stadtpräfekt von Rom, und Bischof Ambrosius von Mailand. Beide suchten den jugendlichen Kaiser Valentinian II. im Jahr 384 in programmatischen Schriften von ihren jeweils gegensätzlichen Standpunkten zu überzeugen.

## Bedeutung

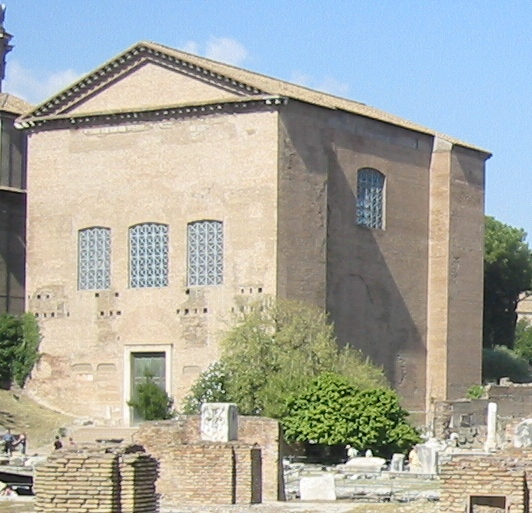
Der Standort des Altars, die Curia Iulia auf dem Forum Romanum

In der Frage um die Entfernung oder Wiedererrichtung des Altars stießen die unterschiedlichen Positionen beider Glaubensrichtungen in grundsätzlicher Form aufeinander: Vom Neuplatonismus beeinflusst, plädierte Symmachus als Anhänger der altrömischen Religion für eine prinzipielle religiöse Toleranz, die sich aus seinen polytheistischen Vorstellungen ergab. Aus der Sicht des monotheistischen Christentums, das sich als Offenbarungsreligion mit einem absoluten Wahrheitsanspruch verstand, musste diese Haltung bei Ambrosius auf Widerspruch stoßen.
Wenn der Streit auch letztlich zu Gunsten der Christen entschieden wurde, so erforderte die Argumentation des Symmachus doch grundsätzliche Erwiderungen christlicher Autoren, etwa des Kirchenvaters Augustinus von Hippo, die erheblichen Einfluss auf die spätantike und mittelalterliche Theologie und Philosophie ausüben sollten.

## Der Altar
Der Altar war der römischen Siegesgöttin Victoria geweiht. Zu ihm gehörte eine vergoldete Statue der geflügelten Göttin, die einen Palmzweig und einen Lorbeerkranz hielt. Diese Statue hatten die Römer 272 v. Chr. im Krieg gegen Pyrrhus von Epirus erbeutet. Im Jahr 29. v. Chr. ließ Kaiser Augustus sie zur Feier seines Sieges bei Actium im Gebäude des Senats aufstellen. Seither war es Sitte, dass die Senatoren der Göttin vor jeder Sitzung auf dem eigens dazu errichteten Altar ein Rauchopfer darbrachten.

## Der Verlauf des Streits

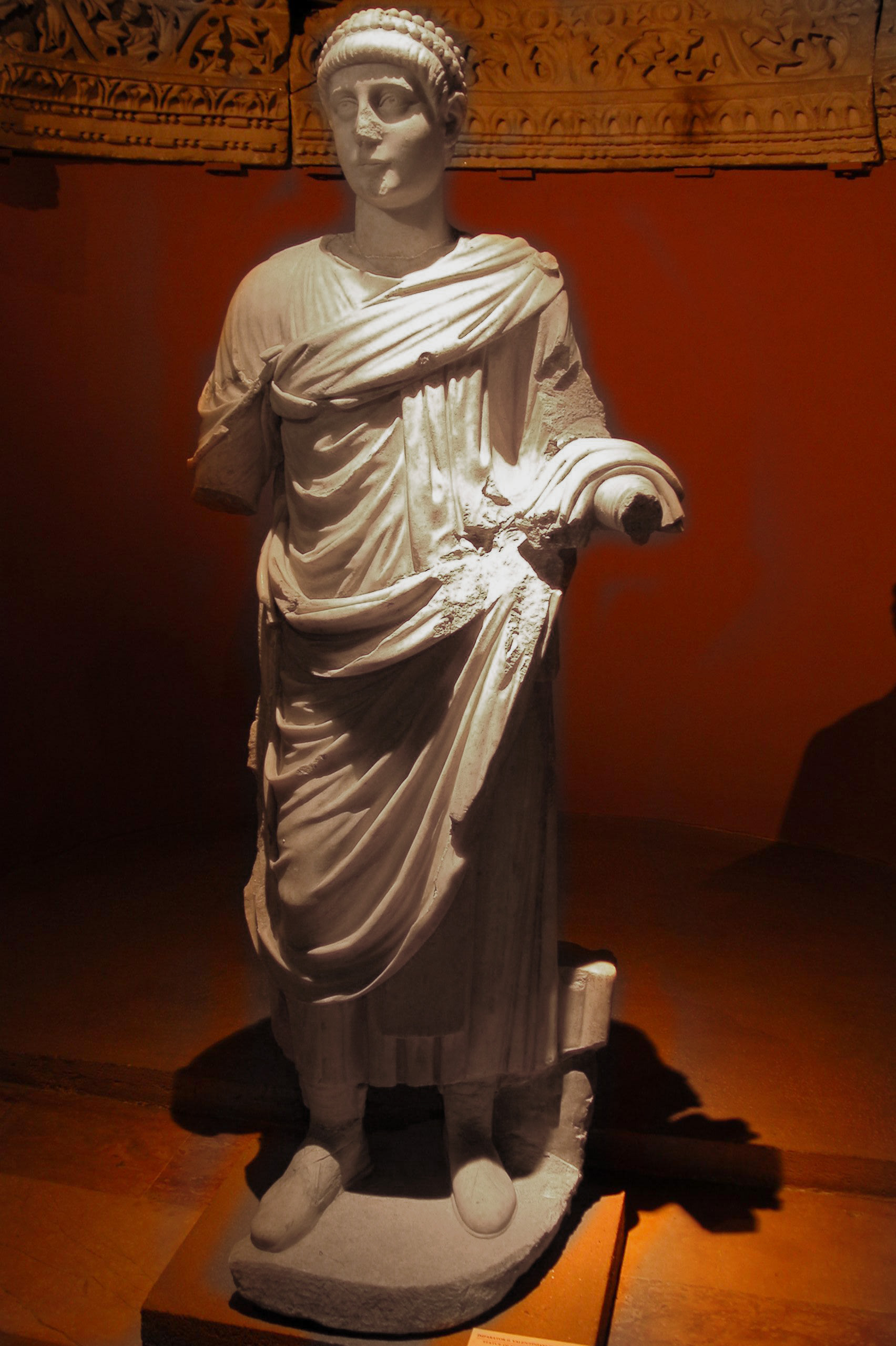
Kaiser Valentinian II. An ihn wandten sich Symmachus und Ambrosius mit ihren gegensätzlichen Argumenten.

Der Streit wurde im Jahr 357 ausgelöst, als der christliche Kaiser Constantius II. den Altar zum ersten Mal aus der Kurie des Senats entfernen ließ. Sein Nachfolger Julian, der von 361 bis 363 regierende letzte heidnische Kaiser, machte diese Entscheidung noch einmal rückgängig, aber im Winter 382/83 ordnete Kaiser Gratian erneut die Entfernung von Altar und Statue an. Gleichzeitig strich er die finanziellen Zuwendungen an heidnische Einrichtungen wie den Tempel der Vestalinnen. 
Dies war ein entscheidender Punkt in der folgenden Auseinandersetzung. Denn letztlich ging es im Streit nicht nur um religiöse Fragen, sondern auch um die finanzielle Ausstattung heidnischer Einrichtungen, die bis dahin eine Aufgabe des Staates gewesen war. Der britische Althistoriker Alan Cameron hat diesen Punkt besonders betont: Für ihn war der finanzielle Aspekt ausschlaggebend für die Entscheidungen Gratians und seines Nachfolgers, nicht so sehr der Einfluss des Ambrosius. Rita Lizzi Testa hat allerdings darauf hingewiesen, dass Gratian keineswegs alle Zuwendungen an die Tempel strich, sondern eben nur bestimmte Privilegien aufhob und sich dies nur auf Rom bezog bzw. kein reichsweites Gesetz erlassen wurde.
Dennoch führte dieser (durchaus begrenzte) kaiserliche Eingriff zu einer heftigen Reaktion. Gratian wies jedoch alle Bittgesuche heidnischer Senatoren nach Wiederherstellung des Altars zurück. Der aus der angesehenen Familie der Symmachi stammende Stadtpräfekt von Rom, Quintus Aurelius Symmachus, der 382 eine Gesandtschaft heidnischer Senatoren an den kaiserlichen Hof nach Mediolanum (Mailand) anführte, wurde aufgrund des Drucks christlicher Senatoren und Berater des Kaisers abgewiesen. Tatsächlich scheinen mehrere christliche Senatoren verärgert gewesen zu sein, da sie der Symmachus-Delegation nicht zugestimmt hatten.
Nach dem Tod Gratians bestätigte Valentinian II. im Jahr 384 dessen Beschluss. Im selben Jahr schrieb Quintus Aurelius Symmachus seine dritte Relatio, die er dem kaiserlichen Hof in Mailand übermittelte. Darin bat er Valentinian, die Entscheidung seines Vorgängers rückgängig zu machen.
Der Argumentation dieser Relatio setzte Bischof Ambrosius von Mailand, ein enger Berater des Kaisers, die christliche Sichtweise entgegen. Er tat dies zunächst in zwei Briefen (Nr. 17 u. 18) und Jahre später in einem dritten (Nr. 57). Dessen Anlass könnte die letztmalige – historisch allerdings unsicher belegte – Aufstellung des Altars durch den Usurpator Eugenius im Jahr 394 gewesen sein. Die Beteiligten argumentierten vergleichsweise sachlich, was angesichts der teilweise blutigen Zusammenstöße zwischen Heiden und Christen – etwa in Alexandria im Jahr 391 – nicht selbstverständlich war. Dazu mag beigetragen haben, dass Symmachus durchaus gute Beziehungen zu Christen, beispielsweise zu Sextus Petronius Probus, unterhielt, so wie Ambrosius, der ebenfalls der römischen Oberschicht entstammte, umgekehrt guten Kontakt zu Heiden pflegte.

### Symmachus’ Argumentation
Symmachus knüpfte in seiner dritten Relatio unter anderem an die Romidee an, nach der die Stadt zur Weltherrschaft berufen sei. Er erinnerte an ihre ruhmreiche Vergangenheit und erklärte, sie verdanke ihren Aufstieg zum Haupt des Erdkreises dem treuen Vollzug des Staatskultes und der Verehrung der althergebrachten Götter. Die einstigen militärischen Siege waren aus dieser Sicht auch eine Folge der Verehrung der Siegesgöttin Victoria. Unausgesprochen blieb der Umkehrschluss, nach dem verheerende Niederlagen der neuesten Zeit, etwa die gegen die Goten in der Schlacht von Adrianopel 378 auf die Abkehr von den Göttern zurückzuführen seien. Symmachus spielt darauf nur mit einer rhetorischen Frage an: „Wer wäre den Barbaren so freundlich gesinnt, dass er die Wiedererrichtung des Altars der Victoria nicht wünschte?“ Auch habe die Abkehr vom Vestakult 383 die Hungersnot in der Stadt Rom verschuldet. Geschichtliche Erfahrung und Klugheit geböten also ein Festhalten am traditionellen Staatskult.
Eine logische Konsequenz aus der Argumentation des Symmachus war seine Forderung, die staatliche Unterstützung für die Tempel wieder aufzunehmen. Der Verkehr zwischen Menschen und Göttern war aus der Sicht heidnischer Römer ein wechselseitiges Geben und Nehmen mit Vertragscharakter. Der Schutz des Staates durch die Götter hing für sie nicht nur vom peinlich genauen Vollzug der Kulte ab, sondern auch davon, dass der Staat selbst für Opferungen sowie für den Unterhalt der Tempel und ihrer Priesterkollegien aufkam. In den Augen eines Traditionalisten wie Symmachus musste der private Vollzug staatlicher Kulte völlig sinnlos erscheinen. Ambrosius scheint dies in seiner Erwiderung bewusst zu verkennen, als er die Heiden auffordert, ebenso ohne staatliche Gelder auszukommen, wie die Christen in früheren Zeiten. Tatsächlich aber dürfte er, wie andere christliche Theologen vor ihm, die enge Verbindung von Staat und Staatskult als Schwachstelle der heidnischen Position erkannt haben. Wenn der Staat die traditionellen Kulte nicht mehr finanzierte, verloren diese ihren ureigenen Zweck. Insofern hatten auch die finanziellen Aspekte des Streits eine religiöse Dimension.
Schließlich berührte Symmachus grundsätzliche Fragen des Verhältnisses zwischen den Anhängern der einzelnen Religionen. Er war zwar ein konservativer Traditionalist und stand den Versuchen seines Freundes, des Philosophen Vettius Agorius Praetextatus, der eine Erneuerung des Götterglaubens im Sinne des Neuplatonismus anstrebte, eher skeptisch gegenüber. Dennoch bediente er sich nun dieses Gedankenguts und argumentierte, die Unterschiede zwischen Christen und Heiden seien nur äußerlicher Natur. Hinter den verschiedenen Namen, die die Menschen den Göttern beilegten, stünde ohnehin nur die eine Gottheit. Diese aber sei – analog zur Ideenlehre Platons, etwa in dessen Höhlengleichnis – für die Menschen nur schattenhaft erkennbar und eingeschränkt verständlich. Im Grunde aber verehrten Heiden und Christen unter verschiedenen Namen das Gleiche, wie sie auch die gleichen Sterne betrachteten. Was mache es aus, auf welche Weise jeder Einzelne zur Wahrheit gelange? Ein Weg alleine führe nicht dorthin. Kurz: Symmachus plädierte für philosophischen Pluralismus und religiöse Toleranz; freilich war diese tolerante Haltung auch dadurch bedingt, dass die paganen Religionen gegenüber dem Christentum gegen Ende des 4. Jahrhunderts zunehmend an politischer, aber auch kultureller Bedeutung verloren. Die Argumentation des Symmachus mit neuplatonischem Gedankengut war insofern geschickt, da auch frühchristliche Philosophen und Theologen sich auf sie stützten, anders als Symmachus jedoch zur Begründung des Monotheismus.

### Die Erwiderung des Ambrosius
Die Argumentation des Symmachus scheint am Kaiserhof nicht ohne Wirkung geblieben zu sein. Daher trat ihr Ambrosius in zwei Briefen energisch entgegen. Der Bischof, der privat durchaus freundlichen Umgang mit Heiden pflegte und hochgebildet war, gab im Grundsatz nicht nach und setzte seinen Standpunkt schließlich durch.

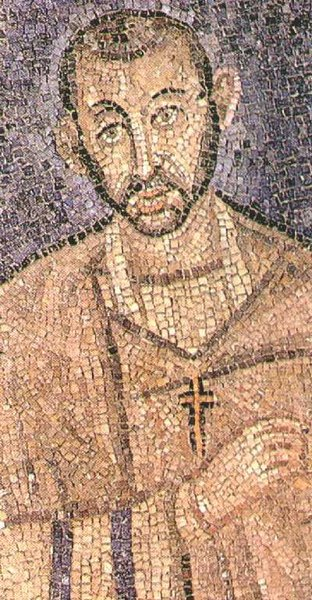
Ambrosius von Mailand, dargestellt auf einem spätantiken Mosaik in der Kirche Sant’Ambrogio (Mailand)

Ambrosius sah in der Forderung nach Toleranz offenbar eine Gefährdung des alleinigen Wahrheitsanspruchs des Christentums und bediente sich daher teils scharfer Formulierungen. Der Kaiser solle sich nicht von leeren Phrasen täuschen lassen; er habe Gott und dem Glauben zu dienen. Für den Einzelnen gebe es nur das Heil, wenn er auch dem wahren, also dem christlichen Glauben anhänge. Ambrosius verwies auf die Christenverfolgungen durch heidnische Herrscher. Nun fordere die Seite Toleranz ein, die unter Kaiser Julian noch vor wenigen Jahren versucht habe, das Christentum zurückzudrängen. Dass jetzt auch christliche Senatoren Opferungen an einem heidnischen Altar beiwohnen sollten, sei inakzeptabel. Entgegen den Tatsachen behauptete Ambrosius, die heidnischen Senatoren bildeten in Rom nur eine Minderheit. Symmachus fordere nicht Duldung, sondern Gleichberechtigung. Wie aber könne der Kaiser dies mit seinem Gewissen vereinbaren? Als Diener des allmächtigen Gottes dürfe er nicht tolerant gegen die Feinde des wahren Glaubens sein. Indirekt drohte Ambrosius sogar Valentinian die Exkommunikation an – womit das Seelenheil des jungen Kaisers bedroht war: Sollte der Kaiser zu Gunsten des Symmachus entscheiden, würde das die Priester schwer belasten. Der Kaiser könne zwar weiterhin die Kirche besuchen, doch würde er dort keinen Priester vorfinden oder wenigstens keinen, der ihm nicht Widerstand leisten würde.
Hatte Ambrosius seine erste Entgegnung noch ohne genaue Kenntnis des Inhalts der Relatio des Symmachus abgefasst, so setzte sich der Bischof in einem weiteren Brief sorgfältig mit dessen Argumentation auseinander und versuchte diese Punkt für Punkt zu entkräften. Er stellte fest, dass Rom auch schon früher Niederlagen gegen fremde Völker erlitten hatte. Als die Gallier auf das Capitol vorrückten (387 v. Chr.), habe nur das Geschnatter von Gänsen, nicht Jupiter die Tempel geschützt. Auch habe Hannibal keine anderen Götter verehrt als die Römer. Die Heiden hätten sich also zu entscheiden: Hätten ihre Riten mit den Römern triumphiert, hätten sie mit den Karthagern eine Niederlage erlitten und umgekehrt. Ambrosius bestritt also den Zusammenhang zwischen früheren Erfolgen der Römer und der alten Kultordnung, für die sich Symmachus so vehement einsetzte. Die Erfolge seien nach Ambrosius einzig auf die Tüchtigkeit der Römer selbst zurückzuführen gewesen. Das Einhalten der Kultvorschriften habe selbst einen Kaiser wie Valerian, der Christen verfolgen ließ, nicht davor bewahrt, in Gefangenschaft zu geraten. Auch zu seiner Zeit habe der Victoriaaltar im Senat gestanden. Was den Entzug staatlicher Mittel für die alten Kulte betraf, wies Ambrosius auf die Frühzeit der Christen hin, die sich damals ohne staatliche Hilfe hatten organisieren müssen: Hätten die Tempel Sklaven befreit oder Essen an die Armen verteilt? Alles was die Kirche habe, diene dem Unterhalt der Armen. Der mos maiorum, das Hauptargument für die Verfechter der alten Kulte, sei ohnehin durch die Einführung fremder Gottheiten aus dem Osten diskreditiert worden.

## Nachgeschichte und Auswirkungen

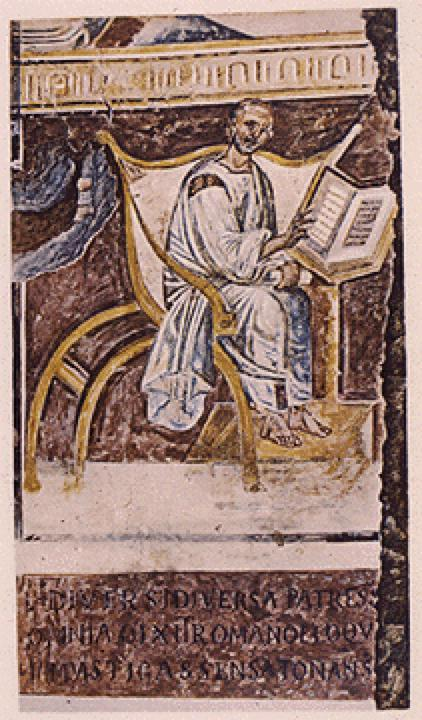
Der Kirchenlehrer Augustinus, dessen Hauptwerk De Civitate Dei auch eine Erwiderung auf die Argumente des Symmachus war

Im Jahre 390 verweigerte Kaiser Theodosius I., der sich seit der Niederschlagung des Magnus Maximus in Italien aufhielt, einer senatorischen Gesandtschaft ein erneutes Gesuch um Wiederaufstellung des Altars. Der Usurpator Eugenius dagegen, selbst formal Christ, aber gegenüber den traditionellen Kulten tolerant eingestellt, gestattete möglicherweise noch einmal die Errichtung des Altars, allerdings ist dies in der Forschung umstritten (siehe auch pagan revival). Doch war die Haltung des Eugenius, der Tempelgüter zurückerstatten ließ, für Ambrosius Anlass, in seinem 57. Brief dagegen zu argumentieren. Im Jahr 393 wurden in Rom zum letzten Mal die traditionellen, heidnischen Kultfeiern begangen, doch unterlag Eugenius in der Schlacht am Frigidus 394 und wurde von Soldaten des Theodosius getötet. Theodosius verhielt sich gegenüber den Besiegten demonstrativ milde, gestattete aber nicht mehr die Ausübung der Kulte. In der Neuzeit wurden nur spärliche archäologische Überreste von Altar und Statue gefunden.
Die endgültige Entfernung des Altars – ob durch Gratian oder zehn Jahre später durch Theodosius – bedeutete eine wirkungsmächtige symbolische Niederlage für das Heidentum. Hinzu kam, dass Theodosius in seinem Machtbereich schon 391 sämtliche heidnischen Kulte verboten und das Christentum damit zur alleinigen Staatsreligion erhoben hatte. Gleichzeitig bemühten sich 399 sowohl heidnische als auch christliche Senatoren, die aus alten adeligen Familien Roms stammten, um den Erhalt älterer Tempelbauten, die aus Platzgründen (nicht aus religiösen Motiven) umgebaut werden sollten; dies führte dazu, dass noch bis ins frühe 6. Jahrhundert Tempelbauten im Westen gesetzlich weitgehend geschützt wurden.
Zu Beginn des 5. Jahrhunderts jedoch, als im Zuge der Völkerwanderung die Westgoten unter Alarich I. in Italien eingefallen waren und 410 Rom erobert hatten, fiel Symmachus’ Argumentation erneut auf fruchtbaren Boden. Die Einnahme der einstigen Reichshauptstadt durch so genannte Barbaren konnten sich manche Römer nur mit dem Abfall von den alten Göttern erklären. Christliche Theologen, die seit der Zeit Konstantins verkündet hatten, das Reich Gottes verwirkliche sich im Römischen Reich, kamen nun in Erklärungsnot.
Der bedeutendste Theologe und Kirchenlehrer dieser Zeit war Augustinus von Hippo. Er war 384, als die Auseinandersetzung um den Altar ihren publizistischen Höhepunkt erreichte, als Rhetor an den Kaiserhof in Mailand gekommen. Für diese Stellung hatte ihn niemand anderer als Symmachus empfohlen, aber beeinflusst von dessen Kontrahenten Ambrosius bekannte er sich schließlich zum Katholizismus. Unter dem Eindruck der Katastrophe des Jahres 410 verfasste Augustinus sein Werk De civitate Dei, in dem er darlegt, dass sich das Reich Gottes nicht in einem irdischen Staatswesen, sondern in den nach den Geboten des Christentums lebenden, einzelnen Gläubigen manifestiere. So stellt eines der Hauptwerke der spätantiken und mittelalterlichen Philosophie eine Antwort auf die Fragen dar, die der Heide Symmachus im Streit um den Victoriaaltar aufgeworfen hatte.